# Raul Must
Raul Must (ur. 9 listopada 1987 r. w Haapsalu) – estoński badmintonista, brązowy medalista igrzysk europejskich, dwukrotny olimpijczyk.
Największym sukcesem jest zdobycie brązowego medalu podczas igrzysk europejskich w 2019 roku w Mińsku. W półfinale gry pojedynczej przegrał z Francuzem Bricem Leverdezem. Brał również udział w igrzyskach w Pekinie i w Londynie - bez większych sukcesów.